# 劉穎嶸
劉穎嶸（1982年7月29日—），藝名Joy，是一名台灣男歌手、編曲人、Bass手、作曲人及演員。曾任痞克四樂團貝斯手，2012年与麥烝瑋&詹宇豪組成小宇宙樂團。擅長貝斯、吉他、鋼琴等多種樂器。2000年與自從、大宗、阿尼、恰吉組成樂團，2007年小穎&自從&大宗&小彥組成的痞克四樂團憑藉原創作品《關於我們》正式與果核音樂簽約。2008年發行《我的王國》、《大夢無限》兩張EP。2009年推出痞克四樂團創作專輯《-Picks.01-》。2010年果核音樂推出《成長Grow音樂劇錄片》合輯。2007年至今小穎除了有參與痞克四樂團的專輯之外，也參與了許多專輯、演唱會、大型演出、電視劇、電影配樂的編曲、演唱、合聲、製作等工作。2010年至2011年跨界參演兒童音樂舞台劇《嘿！阿弟牯》。2012年主演微電影《秘密鋼琴》。2012年12月28日，小宇宙正式發行首張EP「I Need You」。 

## 主要經歷
主要經歷 
2007年11月『西門町創意嘉年華』演出
2008年6月 痞克四首張單曲『我的王國』全台巡迴簽唱會
2008年7月 『VASSELI 夏日情人』痞克四樂團代言音樂派對
2008年7月 台北電腦應用展覽會 『遊戲新幹線 誅仙 on line 』簽唱會
2008年7月『有愛無癌』慈善演唱會 演出/記者會
2008年7月『統一 v.s興農』天母棒球場 演出
2008年8月『囧男孩』慶功感謝記者會
2008年8月 台北夏日音樂祭『搖滾樂』演出
2008年9月 痞克四單曲 II『大夢無限』全台巡迴簽唱會
2008年12月 高雄市『大港OPEN 高雄飛犇』跨年晚會
2008年12月『Simple Life』演唱會/記者會
2009年1月 痞克四首張專輯『-Picks.01-』全台巡迴簽唱
2009年2月 華視八點檔『開封有個包青天』見面握手會
2009年4月 墾丁『吶喊春天派對』 演出
2009年5月 電視劇『痞子英雄』北中南電視原聲帶簽唱會
2009年7月 桃園『野孩子瘋年紀慈善演唱會』演出
2009年7月 高雄市夢時代『高雄啤酒節』演出
2009年7月『第二十屆金曲獎』頒獎典禮 星光大道
2009年8月『藝呼百諾』賑災晚會 演出
2009年8月 自由廣場『搖滾賑災晚會』演出
2009年8月 新竹『送愛心到災區溫暖家園賑災晚會』演出
2009年8月 電影『聽說』見面會/記者會
2009年8月 亞洲首支虛擬樂團 『物樂團』演唱會
2009年9月 金門國際藝術節現場演出
2009年10月 臺北縣淡水藝術舞動街坊「和平之音－祈福演唱會」演出
2009年11月 「西門河岸留言」與星光徐詠琳合作演出
2009年12月 中正紀念堂『格烈佛人體藝術探索館』小舞台 演出
2009年12月 高雄市『虎運OPEN 大港開運2010』跨年晚會
2010年1月 『家扶60 』出席記者會
2010年1月 康康『北漂』專輯 MV演出
2010年2月 台中『浮現 Live House』 演出
2010年2月 華納威秀『華麗年代』 試映會
2010年3月 全省『一起來歌唱』育幼院愛心巡迴演出
2010年3月 『自立少年』記者會
2010年3月 台南『台南鹿耳門天后宮 』元宵節晚會
2010年4月『痞克四-小河岸』演出
2010年4月 嘉義『植樹減碳·樂活嘉義』贈苗音樂會
2010年4月 板橋『林家花園-痞克四 』演唱會
2010年5月 電視偶像劇『就是要香戀』記者會
2010年5月 黃韻玲『憧憬』 MV 演出
2010年6月 痞克四新歌『流星』MV 拍攝
2010年6月 『金曲傳藝頒獎典禮』與酷愛樂團 樂手演出
2010年7、8月 『痞克四-大河岸』演出
2010年8月 林俊逸 爸爸節林家花園演唱會 樂手
2010年11月 客家音樂兒童歌舞劇《嘿！阿弟牯》 擔任颱風家族演員寶哥
2011年4月～12月 客家音樂兒童歌舞劇 巡演
2009【第二十屆 金曲獎】進出場音樂設計
2009【TVBS】 形像歌曲演唱製作
2009 電視劇【痞子英雄】 參與音樂配樂製作
演唱『關於我們』與鄒承恩合唱片尾曲『完美陌生人』
2009 電視劇【熊貓人】參與音樂配樂製作
2009 電視劇【我的青春路】參與音樂配樂製作
2009 電影【聽說】參與音樂配樂製作
演唱主題曲『在世界屋頂唱歌』『讀心術』
2009 香港動畫虛擬樂團 【物樂團】音樂參與製作
演唱 『垃圾風暴』 與馬念先合唱『聖地傳說』
2010 電視劇【就是要香戀】片頭曲『無解』插曲『相戀』
2010 電視劇【戀戀翡翠灣】主題曲『流星』
2010 康康【北漂】整張專輯中的編曲及合聲音樂製作
2012 與詹宇豪，麥烝瑋組成小宇宙樂團 。
同年主演微電影《秘密鋼琴》Secret Piano ，飾演：阿凡 ，同時負責該微電影原創音樂（與詹宇豪）及混音工作。 
小宇宙首張專輯將於2012年底發行。  
2012 電影《球愛天空》主題曲《追球榮耀》編曲與主唱  

## 作品

### 部份編曲作品[1]
| 時間       | 演唱者                | 創作內容                                                                                   | 專輯名稱                           | 附注         |
| ---------- | --------------------- | ------------------------------------------------------------------------------------------ | ---------------------------------- | ------------ |
| 2008年10月 | 周杰倫                | 《龍戰騎士》《蘭亭序》《說好的幸福呢》弦樂編寫，《龍戰騎士》BASS演奏，《魔術先生》銅管錄音 | 《魔杰座》                         |              |
| 2010年2月  | 南拳媽媽              | 熊貓人 編曲                                                                                | （電視劇《熊貓人》主題曲）         |              |
| 2010年2月  | 康康                  | 《北漂》整張專輯的編曲及合聲音樂製作                                                       | 《北漂》                           |              |
| 2010年7月  | 南拳媽媽              | 《决鬥巴哈》專輯 編曲                                                                      | 《决鬥巴哈》                       |              |
| 2010年9月  | 江語晨                | 《最後一頁》 編曲                                                                          | 《戀習》                           |              |
| 2010年9月  | 田馥甄                | 《寂寞寂寞就好》 編曲（初編）                                                              | 《To Hebe》                        |              |
| 2011年7月  | 信（蘇見信）          | 《黎明之前》 《頑強》 編曲                                                                 | 《黎明之前》                       |              |
| 2011年9月  | 代悅                  | 《不動聲色》 編曲                                                                          | 《微笑曙光》                       |              |
| 2011年10月 | 李克勤                | 《分不了手》 編曲                                                                          | 《似曾相識》                       |              |
| 2011年10月 | 鄔禎琳                | 《琳俊傑》專輯 編曲                                                                        | 《琳俊傑》                         |              |
| 2011年11月 | A-Lin （黃麗玲）      | 《乖》 《無路可退》 編曲                                                                   | 《我們會更好的》                   |              |
| 2012年2月  | 鄒承恩                | 《無賴正義》 編曲                                                                          | （電影版《痞子英雄》插曲）         |              |
| 2012年4月  | 信（蘇見信）          | 《 One Night in 北京》 《假如》 改編                                                       | 信 無畏演唱會                      |              |
| 2012年6月  | 康康                  | 《不如使力》《回家的路》 編曲                                                              | 《不如使力》EP，《灰色·續曲》專輯  |              |
| 2012年6月  | 火星熊                | 同名創作專輯 編曲                                                                          | 《火星熊 同名創作專輯》            |              |
| 2012年8月  | 康康                  | 《小三》 《難過的我問快樂的我》 編曲                                                       | 《順仔你著愛讀冊》                 |              |
| 2012年9月  | 信（蘇見信）          | 《你存在》《無所謂》 編曲                                                                  | 《我記得》                         |              |
| 2012年9月  | A.J張傑               | 《牡丹江》 《下雨天》 編曲                                                                 | 《小丑/英雄》                      |              |
| 2012年11月 | 劉穎嶸                | 《追球榮耀》編曲&主唱                                                                      | （電影《球愛天空》主題曲）         |              |
| 2012年12月 | A-Lin （黃麗玲）      | 《圍城》編曲                                                                               | 《幸福了 然後呢》                  |              |
| 2013年2月  | A-Lin （黃麗玲）      | 《圍城》 《 920 feat.小宇 (remix version)》 編曲                                           | 《幸福了 然後呢》                  |              |
| 2014年3月  | 信（蘇見信）          | 《一樣的月光》《花心》編曲                                                                 | 東方衛視《不朽之名曲》節目演唱版本 |              |
| 2014年3月  | （Dears） (Dewi+小安) | 《My Dears》《慢跑鞋(寫曲)》《U N ME》編曲                                                 | Dears首張同名EP                    |              |
| 2014年5月  | TGOP（這群人）        | 《皮在癢》編曲作曲                                                                         | 網路紅人TGOP 三個人                |              |
| 2014年12月 | （Eric周興哲）        | 《在你耳邊說》編曲                                                                         | 《學著愛》                         |              |
| 2015年1月  | 康康（康晉榮）        | 《十萬夥急電影》配樂製作編曲                                                               | 電影《十萬夥急電影》               |              |
| 2015年3月  | 信（蘇見信）          | 《戰火》《風蕭蕭兮》《A摟V》《傻瓜的冒險》《夢什麼想》《CRY》編曲                          | 《反正我信了》                     |              |
| 2015年4月  | （胡夏 ）             | 《美好的昨天》編曲                                                                         | 《替我照顧她》                     |              |
| 2015年8月  | TGOP（這群人）        | 《鴛鴦大盜之分手快樂》編曲製作                                                             | 網路紅人TGOP                       |              |
| 2016年1月  | （Dears） (Dewi+小安) | 《Say Yes》《也許》編曲                                                                    | Say Yes EP                         |              |
| 2016年1月  | 信（蘇見信）          | 《刀馬旦》《江南style》《彩虹》編曲                                                        | 湖南衛視《我是歌手》節目演唱版本   |              |
| 2016年7月  | 信（蘇見信）          | 《危城》《鋼鐵心》編曲                                                                     | 電影《危城》同名主題曲             |              |
| 2016年8月  | 信（蘇見信）          | 《說走就走》編曲                                                                           | 《攜程旅行Ctrip》年度廣告歌曲      |              |
| 2016年8月  | TGOP（這群人）        | 《超瞎翻唱》1、2、3配唱製作人                                                              | 《韓流來襲》配唱製作人             | 網路紅人TGOP |
| 2016年10月 | 信（蘇見信）          | 《青春無敵》編曲                                                                           | High5制霸青春電視原聲帶            |              |
| 2016年11月 | 信（蘇見信）          | 《闖》編曲                                                                                 | 電影《笑林足球》主題曲             |              |
| 2017年1月  | 信（蘇見信）          | 《大爺門》編曲                                                                             | 《說說臉》 《搖滾區》 《掌紋算命》 |              |
| 2018年7月  | 周蕙                  | 《海誓山盟》編曲                                                                           |                                    |              |
| 2018年12月 | 艾怡良                | 《一整夜》編曲 垂直活著，水平留戀著。                                                      |                                    |              |
| 2019年7月  | 蘇見信                | 《燃料》《回信》編曲 煉金術                                                                |                                    |              |
| 2021年5月  | 蘇見信                | 《王者光榮》編曲                                                                           | 王者榮耀 手遊主題曲                |              |
| 2021年8月  | 蘇見信                | 《明天》編曲                                                                               | 天目危機 電視劇片尾曲              |              |
| 2021年12月 | 艾怡良                | 《先過完今天吧》編曲 偏偏我卻都記得。                                                      |                                    |              |
| 2021年12月 | 閻奕格                | 《現實童話》編曲                                                                           | 動畫《2049＋絕處逢聲》主題曲       |              |
| 2022年6月  | 蘇見信                | 《中文十級聽力》搖滾版編曲                                                                 | feat.NINEONE                       |              |
| 2022年12月 | 蘇見信                | 《煙花》編曲                                                                               |                                    |              |

### 微電影
《秘密鋼琴》Secret Piano 三部曲，用一部手工打造的鋼琴作為主線，串聯起三個風格迥異的關於追尋的愛情故事。 
編劇：徐佩詠 / 導演：陳俊融
原創音樂： Joy劉穎嶸 、詹宇豪
混音： Joy劉穎嶸     

#### 分集提要
《秘密鋼琴》首部曲 - 《不乏之愛》
主演：詹宇豪 （小宇宙-宇豪），簡廷芮，劉穎嶸（小宇宙-  Joy ）
上映時間：2012年10月31日
主題曲：《原諒我不能愛你》 / 作曲：詹宇豪 / 作詞：大金剛 / 編曲：劉穎嶸 / 演唱：小宇宙
故事：
男孩小宇認識了同校同學小美，兩人情感漸漸萌芽。身患疾病無法站立行走的小美對小宇提及：父親曾送自己一部粉紅色鋼琴模型，但她其實更想要一台真正的粉紅色鋼琴。小宇答應要在小美十八歲生日時送她自己親手製作的粉紅色鋼琴。但真正著手計劃時，小宇發現自己根本無法負擔龐大的費用。此時小宇偶然得知馬拉松大賽獎金豐厚，於是在同伴好友阿凡（ Joy劉穎嶸 飾演）的鼓勵和幫小美完成夢想的決心的鼓舞下，小宇下定決心努力練跑參賽。不料，就在鋼琴製作即將完成時，小美突然病情加重...
《秘密鋼琴》二部曲 - 《許願時刻》
主演：麥烝瑋（小宇宙-小麥），鄔禎琳，丁祥威   
上映時間： 2012年11月7日
故事：
在義大利經營一家名為“秘密鋼琴”的畫坊的阿威，目睹一樁搶劫案憤而出手幫助陌生女孩奪回包包，而這個名叫禎琳的音樂系女孩卻這樣愛上了自己。禎琳對阿威無微不至，阿威卻總是逃避著她。而前來意大利取材的攝影師麥片，走進阿威的畫坊，發現了一幅也叫“秘密鋼琴”的畫作，阿威卻表示這是朋友寄放於此的非賣品。麥片看出阿威的孤獨落寞，於是暗示他應當放下過去和面對現狀。到底禎琳的愛情願望能不能實現，阿威又是否能明白麥片的好意呢...
《秘密鋼琴》最終章 - 《約定》
主演：劉穎嶸 （小宇宙 - JOY ），張齊郡，郭婕祈 / 客串演出：詹宇豪，鄔禎琳，丁祥威 
上映時間： 2012年11月14日
故事：
阿凡（ Joy劉穎嶸 飾演）和小宇來到鄉間進行一次短途背包旅行，在民宿偶遇與自己相同目的地的小雪和琪琪，於是臨時決定隔天結伴同行。旅程中，阿凡偶然發現了小雪與過去的戀人分隔兩地杳無音訊卻又遭父親逼婚，只好在琪琪的陪伴下逃婚離家的事實。於是阿凡爲了解開小雪的心結，將小宇和小美的故事告訴小雪，并與她們一同前往那個關於小宇的目的地，依照小宇留下的線索，一同尋找小宇十年約定的秘密的謎底...

### 舞台劇
劇作背景 
《嘿！阿弟牯》由小野老師原著的《寶莉回家》改編而成，由台灣紙風車劇團製作演出。是全球第一齣客家兒童音樂舞台劇。
故事介紹 
客家子弟阿弟牯和方口獅是好朋友，一起快樂的生活在客家桐花島上。而颱風家族的颱風寶莉在自己的成年禮得到一個桐花音樂鐘，她的成年禮就是登陸客家桐花島。對桐花島島民而言，颱風所帶來的雨水是生活的依靠。島民因為缺水只好舉行盛大的客家祭祀盛典來祈雨。阿弟牯的爸爸黃小嘴因為播報氣象不准於是嘴巴越變越小，但他還是預報了颱風將至。不料小颱風寶莉因為太過緊張不小心跌落山谷，於是阿弟牯和方口獅還有兩隻愛鬥嘴的大嘴鳥"大嘴""闊嘴"聯手來讓寶莉重新振作。與此同時，颱風家族爲了找回寶莉，四個颱風（寶爸，寶媽，寶哥，寶姐）一起來到了桐花島，給小島帶來一場災難。小寶莉協助救災并結束了災難，以雨水即將帶來豐收而喜劇收場。
飾演角色
　　劉穎嶸（ JOY ）飾演   颱風家族的  寶哥   
演出行程 
2010年台北首演
地點：台北城市舞臺 （台北市松山區八德路三段25號）
時間：2010/11/19  (五) 19:30  ，  2010/11/20  (六)  19:30  ，  2010/11/21  (日)  14:30   .
2011年全台灣巡演      
時間：2011/04/09  巡演行程開始

## 相關團體

### 痞克四
由資深音樂人黃韻玲老師和鐘興民老師發掘培養的創作搖滾樂團。

### 小宇宙
小宇宙成立於2012年，是台灣Secret Music秘密音樂公司與北京新鮮音樂公司合作的藝人團體。 
小宇宙的首張EP【I Need You】將於2012年12月28日正式發行。

#### 成員介紹
- 小 - 小麥 ( 麥烝瑋，周杰倫的編舞老師 )

- 宇 - 宇豪 ( 詹宇豪，跨團小宇宙與南拳媽媽 )

- 宙 - JOY  ( 劉穎嶸，痞克四樂團的貝斯手 )

合稱 小宇宙 

#### 專輯作品
創團EP【I Need You】
唱片公司：秘密音樂有限公司
製作人：詹宇豪，劉穎嶸 Ying-Joy
發行日期：2012/12/28
曲目及相關：
| 歌名                                     | 作詞       | 作曲                | 編曲                              | 附注                                                             |
| ---------------------------------------- | ---------- | ------------------- | --------------------------------- | ---------------------------------------------------------------- |
| 01 《 I Need You 》                      | 詞：大金剛 | 曲：詹宇豪          | 編曲：劉穎嶸 Ying-Joy             | 製作：詹宇豪 / 錄音師&混音工程：楊瑞代Gary / 主唱：小宇宙        |
| 02 《原諒我不能愛你》                    | 詞：大金剛 | 曲：詹宇豪          | 編曲：劉穎嶸 Ying-Joy             | 製作：詹宇豪 / 錄音師&混音工程：楊瑞代Gary / 主唱：Joy + 宇豪    |
| 03 《 Forgive My Heart (instrumental) 》 | 詞：(無)   | 曲：詹宇豪          | 弦樂編寫：詹宇豪、劉穎嶸 Ying-Joy | Violin：李沛怡 / Viola：李沛怡                                   |
| 04 《想看着你》                          | 詞：張齊郡 | 曲：詹宇豪          | 編曲：黃雨勳                      | 製作：詹宇豪 / 錄音師&混音工程：楊瑞代Gary / 主唱：張齊郡+郭婕祈 |
| 05 《I Am So Into You (instrumental)》   | 詞：(無)   | 曲：詹宇豪          | 編曲：(無)                        | 吉他演奏：詹賢哲(Whatever) / 錄音室：無限宇宙工作室              |
| 06 《Battle (instrumental)》             | 詞：(無)   | 曲：劉穎嶸 Ying-Joy | 編曲：劉穎嶸 Ying-Joy             | 吉他演奏：劉穎嶸 Ying-Joy / 錄音室：無限宇宙工作室               |
| 07 《Missed You (instrumental)》         | 詞：(無)   | 曲：詹宇豪          | 弦樂編寫：劉穎嶸 Ying-Joy         | Piano：詹宇豪 / 錄音室：無限宇宙工作室                           |

## 外部連結
- Ying-Joy個人粉絲專頁 （页面存档备份，存于）
- 小宇宙樂團官方粉絲專頁 （页面存档备份，存于）
- 秘密音樂Secret Music官方網站（页面存档备份，存于）
- 小宇宙_SECRET秘密音樂官方微博